# Vasco Pires
Vasco Pires (fl. 1481-1509) fue un compositor portugués del Renacimiento radicado en Coímbra.

## Biografía

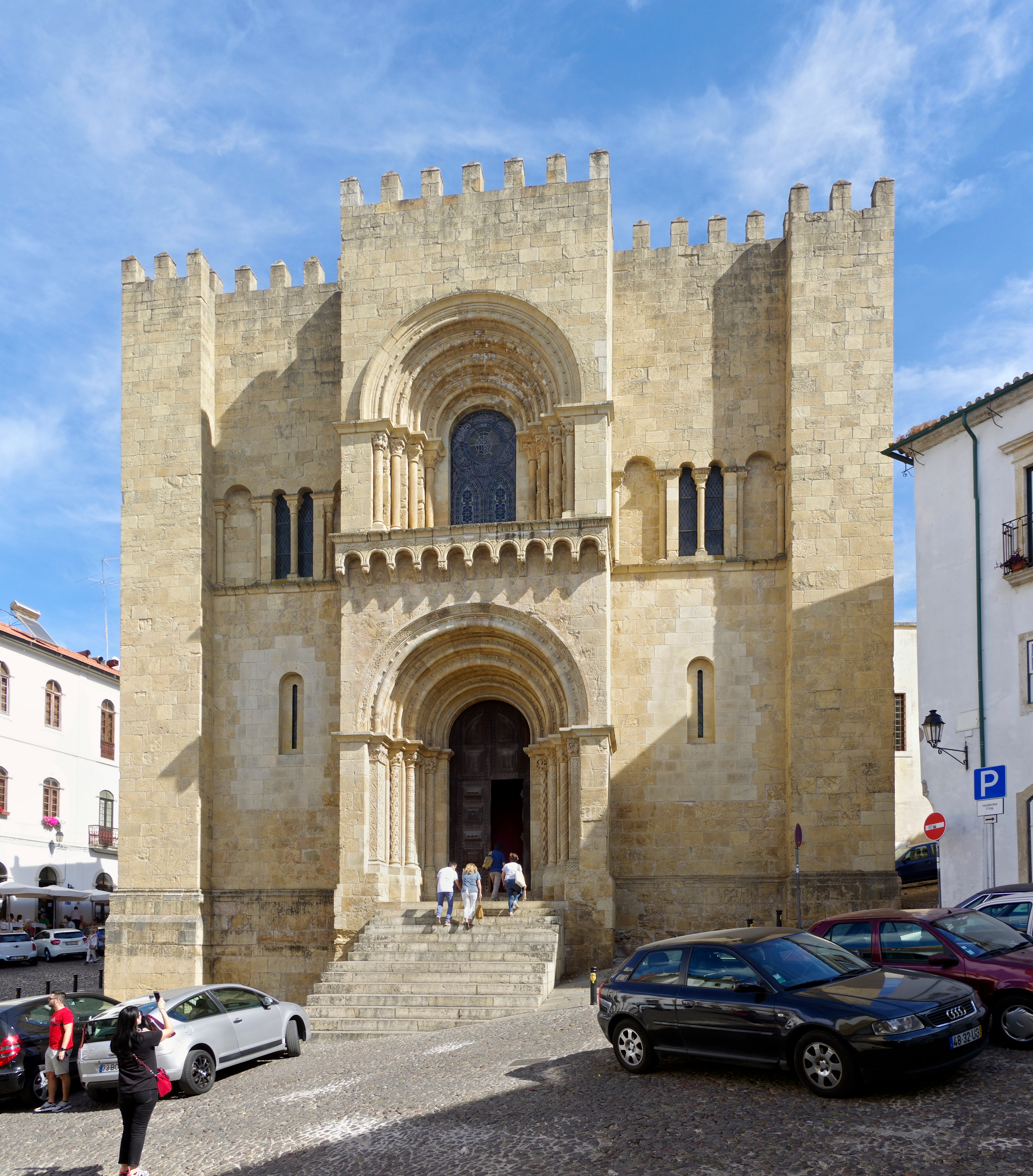
Catedral Vieja de Coímbra.

Poco se sabe sobre Vasco Pires. Es uno de los primeros compositores portugueses con obra conocida, contemporáneo de Pedro de Escobar y Fernão Gomes Correia. Fue nombrado cantor el 1 de abril de 1481 y luego maestro de capilla de la Catedral de Coimbra, donde trabajó entre 1481 y 1509. Murió antes de 1547, cuando se informa de su fallecimiento en la venta de propiedad de la catedral.
Su obra es de suma importancia y constituye un conjunto pequeño pero pionero en cuanto a las primeras experiencias musicales de polifonía en Coímbra y, en consecuencia, precursor de una de las escuelas de música más importantes del país.

## Obra
Sus obras que han sobrevivido se conservan en varios manuscritos en la Biblioteca General de la Universidad de Coímbra. Incluyen:
- Aleluya, a 3 voces;[5]
- Magnificat del cuarto tono a 2 voces;[3][5]
- Magnificat del cuarto tono a 4 voces.[3][5]

Uno de los magnificats también está representado en el Cancioneiro de Lisboa, manuscrito conservado en la Biblioteca Nacional de Portugal .